# من الصعب أن تكون إلها
من الصعب أن تكون إلها هي رواية خيال علمي صدرت عام 1964 من تأليف أركادي وبوريس ستروغاتسكي.

## الاستقبال
أشاد ثيودور ستورجيون بالرواية ووصفها بأنها واحدة من أكثر الروايات المكتوبة بإحترافية التي قرأها على الإطلاق وأضاف أن الكتابة تسير بخطى جيدة والسرد منظم جيدًا.